# Canon EF-S 15-85mm
Il Canon EF-S 15-85mm f/3.5-5.6 è un obiettivo zoom standard per reflex Canon con attacco EF-S, specifico per fotocamere con sensore di dimensioni APS-C. L'angolo di campo inquadrato da questo obiettivo è equivalente a quello di un obiettivo 24-136mm su pieno formato.
È l'obiettivo di punta fornito in kit con la Canon EOS 7D.